# فرودگاه برویگ میشن
فرودگاه برویگ میشن (به انگلیسی: Brevig Mission Airport) یک فرودگاه همگانی با کد یاتا KTS است که یک باند فرود شن دارد و طول باند آن ۹۱۴ متر است. این فرودگاه در شهر برویگ میشن، آلاسکا کشور ایالات متحده آمریکا قرار دارد و در ارتفاع ۱۱ متری از سطح دریا واقع شده‌است.